# Telamonia jolensis
Telamonia jolensis is een spinnensoort in de taxonomische indeling van de springspinnen (Salticidae).
Telamonia jolensis werd in 1902 beschreven door Eugène Simon als Artabrus jolensis. Door Prószyński en Deeleman-Reinhold werd de soort in 2010 ingedeeld bij het geslacht Telamonia.

## Synoniemen
- Artabrus jolensis Simon, 1902

## Voorkomen
De soort komt voor in de Filipijnen.